# Кім Гю Сік
Кім Гю Сік (김규식, Kim Kyu-sik; 28 лютого 1881 — 10 грудня 1950) — південнокорейський політик. Віце-президент Тимчасового уряду Кореї (1 жовтня 1940 — 15 серпня 1948).